# Nati il 3 maggio
| Questa pagina contiene informazioni ricavate automaticamente dalle voci biografiche con l'ausilio del template Bio e di un bot. L'aggiornamento è periodico e automatico e ricostruisce completamente la pagina. Se manca una persona in questa lista, sei pregato di non aggiungerla, ma accertati piuttosto che la sua voce biografica contenga il template Bio e che i dati anagrafici siano correttamente compilati. Se il template Bio manca, inseriscilo tu stesso o, in alternativa, metti l'avviso {{tmp\|Bio}} che ne segnala la mancanza. Se i dati riportati sono sbagliati, correggi direttamente la voce biografica; le modifiche saranno visibili in questa lista entro pochi giorni. Per chiarimenti vedi il progetto biografie. La lista contiene solo le 1.117 persone che sono citate nell'enciclopedia e per le quali è stato implementato correttamente il template Bio. Pagina aggiornata al 17 ago 2025. |

## VII secolo(1)
- 612 - Costantino III, imperatore bizantino († 641)

## XIII secolo(2)
- 1218 - Enrico I di Cipro, sovrano cipriota († 1253)
- 1276 - Luigi d'Évreux, nobile († 1319)

## XV secolo(10)
- 1415 - Cecily Neville, nobildonna inglese († 1495)
- 1428 - Pedro González de Mendoza, cardinale e arcivescovo cattolico spagnolo († 1495)
- 1446 - Margherita di York, nobile inglese († 1503)
- 1455 - Giovanni II del Portogallo, re († 1495)
- 1460 - Antonio Maria Ordelaffi, nobile italiano († 1504)
- 1461 - Raffaele Riario, cardinale italiano († 1521)
- 1469 - Niccolò Machiavelli, politico, politologo e storico italiano († 1527)
- 1479 - Enrico V di Meclemburgo-Schwerin, duca tedesco († 1552)
- 1481 - Juana Vázquez y Gutiérrez, badessa e mistica spagnola († 1534)
- 1491 - Cesare Sforza, religioso italiano († 1514)

## XVI secolo(6)
- 1514 - Bartolomeo Fernandes, arcivescovo cattolico portoghese († 1590)
- 1535 - Giovanni Battista Naldini, pittore italiano († 1591)
- 1540 - Pirro II Gonzaga, condottiero italiano († 1592)
- 1566 - Leonardo Duardo, religioso italiano († 1643)
- 1590 - Franco Burgersdijk, logico olandese († 1635)
- 1595 - Alessandro Gottifredi, gesuita italiano († 1652)

## XVII secolo(24)
- 1606 - Lorenzo Lippi, pittore, poeta e scrittore italiano († 1665)
- 1606 - Maria di Borbone-Soissons, nobile francese († 1692)
- 1609 - François Ryckhals, pittore e disegnatore olandese († 1647)
- 1616 - Carlo Gonzaga, nobile italiano († 1680)
- 1620 - Bogusław Radziwiłł, nobile polacco († 1669)
- 1627 - Enrico I di Reuss-Greiz, nobile tedesco († 1681)
- 1629 - Bartolomeo Beverini, poeta e storico italiano († 1686)
- 1630 - Carlo Maria Maggi, scrittore e commediografo italiano († 1699)
- 1632 - Maria Caterina di Sant'Agostino, religiosa francese († 1668)
- 1645 - Pierre de Troyes, militare francese († 1688)
- 1648 - Humphrey Prideaux, teologo britannico († 1724)
- 1654 - Jacques Abbadie, pastore protestante, teologo e scrittore francese († 1727)
- 1659 - Nicolas Bailly, pittore francese († 1736)
- 1661 - Giovan Battista Nelli, architetto italiano († 1725)
- 1661 - Antonio Vallisneri, medico, scienziato e naturalista italiano († 1730)
- 1662 - Matthäus Daniel Pöppelmann, architetto tedesco († 1736)
- 1676 - Michele Pio Fasoli, presbitero italiano († 1716)
- 1677 - Maffeo Nicolò Farsetti, arcivescovo cattolico italiano († 1741)
- 1678 - Giorgio Federico II di Brandeburgo-Ansbach, nobile († 1703)
- 1678 - Amaro Pargo, corsaro spagnolo († 1747)
- 1682 - Giacomo Cassetti, scultore italiano († 1757)
- 1686 - Antonio Gai, scultore italiano († 1769)
- 1695 - Henri Pitot, ingegnere e fisico francese († 1771)
- 1699 - Gabriel Herman Antun Patačić, arcivescovo cattolico croato († 1745)

## XVIII secolo(31)
- 1702 - Pietro Tabarrani, medico e anatomista italiano († 1780)
- 1703 - Giuliano Marco Giampiccoli, incisore italiano († 1759)
- 1704 - Francesco Antonio Gonzaga, nobile italiano († 1750)
- 1710 - Marcantonio Lombardi, vescovo cattolico italiano († 1782)
- 1713 - Alexis Clairault, matematico e astronomo francese († 1765)
- 1716 - Franz Anton Zeiller, pittore austriaco († 1794)
- 1724 - Christian Gottlob Hubert, organaro polacco († 1793)
- 1729 - Florian Leopold Gassmann, compositore austriaco († 1774)
- 1736 - Rafael d'Ossery, presbitero tedesco († 1808)
- 1737 - Philippe Rühl, politico e rivoluzionario francese († 1795)
- 1737 - Friedrich Schwindl, compositore olandese († 1786)
- 1740 - Ivan Ivanovič Michel'son, generale russo († 1807)
- 1744 - Federico III di Salm-Kyrburg, principe tedesco († 1794)
- 1745 - Ercole D'Agnese, rivoluzionario e giurista italiano († 1799)
- 1748 - Emmanuel Joseph Sieyès, abate e politico francese († 1836)
- 1750 - Samuel af Ugglas, politico svedese († 1812)
- 1750 - William Windham, politico britannico († 1810)
- 1761 - August von Kotzebue, scrittore e drammaturgo tedesco († 1819)
- 1764 - Johann Wilhelm Meigen, entomologo tedesco († 1845)
- 1764 - Elisabetta di Borbone-Francia, nobildonna francese († 1794)
- 1768 - Agustín Eyzaguirre, politico e patriota cileno († 1837)
- 1768 - Charles Tennant, imprenditore e chimico scozzese († 1838)
- 1773 - Giuseppe Acerbi, esploratore, scrittore e archeologo italiano († 1846)
- 1773 - Thomas Lyon-Bowes, XI conte di Strathmore e Kinghorne, nobile britannico († 1846)
- 1779 - Jean Vincent Félix Lamouroux, botanico e zoologo francese († 1825)
- 1783 - José de la Riva Agüero, politico peruviano († 1858)
- 1785 - Vicente López y Planes, scrittore e politico argentino († 1856)
- 1786 - Giuseppe Benedetto Cottolengo, presbitero italiano († 1842)
- 1791 - Henryk Rzewuski, romanziere e giornalista polacco († 1866)
- 1797 - Heinrich Berghaus, cartografo e geografo tedesco († 1884)
- 1800 - Sayaji Rao Gaekwad II, principe indiano († 1847)

## XIX secolo(138)
- 1802 - Enrico Mayer, pedagogista e scrittore italiano († 1877)
- 1804 - William Denison, politico e militare britannico († 1871)
- 1809 - Floriano Pietrocola, pittore e miniatore italiano († 1899)
- 1810 - Louis Segond, teologo svizzero († 1885)
- 1812 - Joaquín Espín y Guillén, compositore e musicista spagnolo († 1881)
- 1814 - Wilmer McLean, agricoltore statunitense († 1882)
- 1815 - Joseph Hoch, avvocato e filantropo tedesco († 1874)
- 1817 - Jean Baptiste Barla, micologo francese († 1896)
- 1818 - Johan Peter Aagaard, incisore danese († 1879)
- 1818 - Giuseppe Dolfi, patriota italiano († 1869)
- 1819 - Nicola De Giosa, compositore italiano († 1885)
- 1820 - Vincenzo Vela, scultore e docente svizzero († 1891)
- 1821 - Arthur Maximilian Bylandt-Rheydt, generale e politico austriaco († 1891)
- 1821 - Auguste Wolff, compositore e pianista francese († 1887)
- 1822 - István Bittó, politico ungherese († 1903)
- 1826 - Elisa Bailly de Vilmorin, botanica, imprenditrice e agronoma francese († 1868)
- 1826 - Carlo XV di Svezia, sovrano svedese († 1872)
- 1826 - Vincenzo Gallo Arcuri, poeta, patriota e rivoluzionario italiano († 1873)
- 1830 - Tamerlan Thorell, aracnologo svedese († 1901)
- 1833 - Philip Hermogenes Calderon, pittore inglese († 1898)
- 1835 - Damiano Maria Saintourens, presbitero francese († 1920)
- 1835 - Tukojirao Holkar II, principe indiano († 1886)
- 1837 - Edoardo Savio, militare italiano († 1861)
- 1838 - John L. Gibbs, politico statunitense († 1908)
- 1840 - Carl Toldt, anatomista austriaco († 1920)
- 1841 - William Henry Upham, politico e militare statunitense († 1924)
- 1843 - William Lyne Wilson, politico e avvocato statunitense († 1903)
- 1844 - Wilbur Olin Atwater, chimico e nutrizionista statunitense († 1907)
- 1844 - Richard D'Oyly Carte, impresario teatrale britannico († 1901)
- 1844 - Édouard Drumont, scrittore e giornalista francese († 1917)
- 1845 - Pietro Barilla, imprenditore italiano († 1912)
- 1845 - Jan Čerskij, paleontologo, geografo e geologo polacco († 1892)
- 1846 - James Britten, botanico inglese († 1924)
- 1848 - Otto Bütschli, biologo, entomologo e botanico tedesco († 1920)
- 1849 - Bernhard von Bülow, politico e ambasciatore tedesco († 1929)
- 1849 - Jacob Riis, giornalista e fotografo danese († 1914)
- 1849 - Bertha Benz, imprenditrice tedesca († 1944)
- 1850 - Johnny Ringo, pistolero e criminale statunitense († 1882)
- 1851 - Vittorio Marchi, medico e neuroscienziato italiano († 1908)
- 1854 - David Beghè, pittore italiano († 1933)
- 1854 - Antonio Carle, chirurgo e patologo italiano († 1927)
- 1854 - Jean Psichari, filologo e scrittore francese († 1929)
- 1855 - Katherine Harley, militare e attivista britannica († 1917)
- 1857 - Gertrude Elizabeth Blood, giornalista, scrittrice e drammaturga irlandese († 1911)
- 1857 - Sackville Carden, ammiraglio britannico († 1930)
- 1857 - Marie Knitschke, scrittrice austriaca († 1940)
- 1858 - Sergej Semënovič Chabalov, generale russo († 1924)
- 1858 - Colomba Gabriel, religiosa polacca († 1926)
- 1859 - Andy Adams, scrittore statunitense († 1935)
- 1859 - Giuseppe Stagno d'Alcontres, nobile e geografo italiano († 1931)
- 1859 - Panas Saksahans'kyj, attore, regista e drammaturgo ucraino († 1940)
- 1860 - John Scott Haldane, fisiologo e inventore britannico († 1936)
- 1860 - Alejandro Korn, medico, filosofo e politico argentino († 1936)
- 1860 - Vito Volterra, matematico, fisico e politico italiano († 1940)
- 1864 - André Chevrillon, scrittore francese († 1957)
- 1865 - Pietro Fenoglio, architetto e ingegnere italiano († 1927)
- 1865 - Max Hussarek von Heinlein, politico austro-ungarico († 1935)
- 1867 - Giocondo Fino, compositore italiano († 1950)
- 1867 - Aleksandăr Malinov, politico bulgaro († 1938)
- 1868 - Max König, politico tedesco († 1941)
- 1870 - Henri Bouckaert, canottiere francese († 1912)
- 1870 - Elena Vittoria di Schleswig-Holstein, principessa britannica († 1948)
- 1871 - Emmett Dalton, scrittore, attore e pistolero statunitense († 1937)
- 1872 - Arthur Holmes Howell, zoologo statunitense († 1940)
- 1872 - Símun av Skarði, poeta, politico e insegnante faroese († 1942)
- 1873 - Ciro Angelillis, medico e storico italiano († 1956)
- 1873 - Nini Roll Anker, scrittrice norvegese († 1942)
- 1873 - Ernesto Aurini, pittore, fotografo e disegnatore italiano († 1947)
- 1873 - António Ginestal Machado, politico portoghese († 1940)
- 1873 - Arthur Moulton, vescovo anglicano statunitense († 1962)
- 1873 - Nikola Uzunović, politico jugoslavo († 1954)
- 1873 - Richard von Kühlmann, diplomatico e politico tedesco († 1948)
- 1874 - François Coty, imprenditore, profumiere e politico francese († 1934)
- 1874 - Vagn Walfrid Ekman, fisico svedese († 1954)
- 1875 - Karl Abraham, psichiatra e psicoanalista tedesco († 1925)
- 1875 - Cruz Laplana y Laguna, vescovo cattolico spagnolo († 1936)
- 1877 - John Freitag, canottiere statunitense († 1932)
- 1877 - Franz Nopcsa, paleontologo, geologo e naturalista ungherese († 1933)
- 1879 - Giuseppe Solenghi, pittore italiano († 1944)
- 1881 - Roger Basset, tiratore di fune francese († 1918)
- 1882 - Henri-René Lenormand, drammaturgo francese († 1951)
- 1882 - Alexandre Schaumasse, astronomo francese († 1958)
- 1883 - Vieri Arnaldo Goetzlof, calciatore, allenatore di calcio e arbitro di calcio italiano († 1950)
- 1883 - Angelico Prati, glottologo e linguista italiano († 1961)
- 1884 - Walter DeLeon, sceneggiatore statunitense († 1947)
- 1884 - Willie Reid, allenatore di calcio e calciatore scozzese († 1966)
- 1884 - Cecil Street, scrittore britannico († 1964)
- 1885 - Ademaro Biano, calciatore italiano († 1917)
- 1885 - Cesare Brambilla, ciclista su strada italiano († 1954)
- 1885 - Denison Clift, sceneggiatore e regista statunitense († 1961)
- 1885 - Jean De Fernex, calciatore italiano († 1936)
- 1885 - Ida Pellegrini, italiana († 1968)
- 1885 - Max Volmer, chimico e fisico tedesco († 1965)
- 1886 - Kurt von Briesen, generale tedesco († 1941)
- 1886 - Marcel Dupré, organista, pianista e compositore francese († 1971)
- 1886 - Arius van Tienhoven, medico olandese († 1965)
- 1887 - Ernesto Battaglini, magistrato italiano († 1960)
- 1887 - Marica Cotopuli, attrice greca († 1954)
- 1887 - Luigi Pollak, calciatore italiano († 1920)
- 1888 - Filippo Bentivegna, scultore italiano († 1967)
- 1888 - Alfred Braun, attore e regista tedesco († 1978)
- 1888 - Ernesto Page, politico italiano († 1969)
- 1888 - José María Robles Hurtado, presbitero messicano († 1927)
- 1888 - Clara Williams, attrice statunitense († 1928)
- 1889 - Beulah Bondi, attrice statunitense († 1981)
- 1889 - Antonius Colenbrander, cavaliere olandese († 1929)
- 1889 - Gottfried Fuchs, calciatore tedesco († 1982)
- 1889 - Friedrich von Scotti, generale tedesco († 1969)
- 1890 - Orlando Lorenzini, generale italiano († 1941)
- 1890 - Alex Pompez, dirigente sportivo statunitense († 1974)
- 1890 - Carlo Ponte, lottatore italiano († 1960)
- 1891 - Martin Grase, generale tedesco († 1963)
- 1891 - Émile Lesmann, calciatore francese († 1914)
- 1891 - Eppa Rixey, giocatore di baseball statunitense († 1963)
- 1892 - Blaine Sexton, hockeista su ghiaccio britannico († 1966)
- 1892 - George Paget Thomson, fisico britannico († 1975)
- 1894 - Giuseppe Riva, politico italiano († 1979)
- 1895 - Ernst Kantorowicz, storico tedesco († 1963)
- 1896 - Karl Allmenröder, aviatore e ufficiale tedesco († 1917)
- 1896 - Marcel Doret, aviatore francese († 1955)
- 1896 - Elvira Fabbri Pitteri, pittrice italiana († 1971)
- 1896 - Dodie Smith, scrittrice e drammaturga britannica († 1990)
- 1897 - Marziano Bernardi, giornalista, saggista e scrittore italiano († 1977)
- 1897 - Thaulow Goberg, allenatore di calcio e calciatore norvegese († 1962)
- 1897 - Bruno Schweizer, linguista tedesco († 1958)
- 1898 - Antoine Balpêtré, attore francese († 1963)
- 1898 - Golda Meir, politica israeliana († 1978)
- 1898 - Hans von der Mosel, generale tedesco († 1969)
- 1899 - Gordon Apps, aviatore inglese († 1931)
- 1899 - Giovanni Battista Bonino, chimico italiano († 1985)
- 1899 - Adele DeGarde, attrice statunitense († 1972)
- 1899 - Aline MacMahon, attrice statunitense († 1991)
- 1899 - Cyril Potter, educatore, insegnante e compositore guyanese († 1981)
- 1899 - Paulino Uzcudun, pugile spagnolo († 1985)
- 1900 - Vitale Bramani, imprenditore e alpinista italiano († 1970)
- 1900 - Jean Carlu, pubblicitario francese († 1997)
- 1900 - Fёdor Nikitin, attore sovietico († 1988)
- 1900 - Carlo Santoro, militare italiano († 1928)

## XX secolo(868)
- 1901 - Gino Cervi, attore, doppiatore e conduttore radiofonico italiano († 1974)
- 1901 - Hugo Friedhofer, compositore statunitense († 1981)
- 1901 - Piero Montagnani, politico, antifascista e partigiano italiano († 1976)
- 1902 - Generoso Dattilo, arbitro di calcio italiano († 1976)
- 1902 - Alfred Kastler, fisico francese († 1984)
- 1902 - Jack La Rue, attore statunitense († 1984)
- 1902 - Hertha Meyer, biofisica brasiliana († 1990)
- 1902 - Seton I. Miller, sceneggiatore e produttore cinematografico statunitense († 1974)
- 1902 - Icilio Petrone, giornalista e scrittore italiano († 1972)
- 1902 - Walter Slezak, attore austriaco († 1983)
- 1903 - Ferdinand Adams, calciatore belga († 1985)
- 1903 - Bing Crosby, cantante, attore e comico statunitense († 1977)
- 1903 - Arnaldo Harzarich, militare italiano († 1973)
- 1903 - Virgilio Martini, scrittore di fantascienza italiano († 1986)
- 1903 - Georges Politzer, filosofo francese († 1942)
- 1904 - Mario Carità, poliziotto, criminale di guerra e militare italiano († 1945)
- 1904 - William L. Hendricks, militare e produttore cinematografico statunitense († 1992)
- 1905 - Marcello Albani, regista e sceneggiatore italiano († 1980)
- 1905 - Alberto Leopoldo di Baviera, principe tedesco († 1996)
- 1905 - Edmund Black, martellista statunitense († 1996)
- 1905 - Werner Fenchel, matematico tedesco († 1988)
- 1905 - Adelino da Palma Carlos, politico portoghese († 1992)
- 1905 - Red Ruffing, giocatore di baseball statunitense († 1986)
- 1906 - Mary Astor, attrice statunitense († 1987)
- 1906 - Giuseppe Bertuzzi, calciatore italiano († 1976)
- 1906 - Lina Cecchini, politica e partigiana italiana († 1997)
- 1906 - René Huyghe, scrittore francese († 1997)
- 1906 - Ernesto Picchioni, serial killer italiano († 1967)
- 1906 - Emilio Rossi, calciatore italiano
- 1906 - Pierre Vilar, storico francese († 2003)
- 1907 - Atene Caleffa, calciatore italiano
- 1907 - Edgar Lustgarten, conduttore televisivo e scrittore inglese († 1978)
- 1907 - Antonín Novák, calciatore cecoslovacco († 1982)
- 1907 - Victor Pace, pallanuotista maltese († 2000)
- 1907 - Giuseppe Pettazzi, ingegnere italiano († 2001)
- 1907 - Earl Wilson, giornalista e scrittore statunitense († 1987)
- 1908 - Jo Bouillon, compositore, direttore d'orchestra e violinista francese († 1984)
- 1908 - Amerigo Cacioni, ciclista su strada italiano († 2005)
- 1908 - Jack Zander, animatore e regista statunitense († 2007)
- 1908 - Virgilio Zuffi, ciclista su strada italiano († 1998)
- 1909 - Luigi Bernasconi, saltatore con gli sci italiano († 1970)
- 1909 - Karl Gruber, ingegnere, diplomatico e politico austriaco († 1995)
- 1910 - Aurélio Buarque de Holanda Ferreira, lessicografo, linguista e traduttore brasiliano († 1989)
- 1910 - Carmen Bulgarelli Campori, soprano e compositrice italiana († 1965)
- 1910 - Norman Corwin, sceneggiatore statunitense († 2011)
- 1910 - Alceo Galliera, organista e direttore d'orchestra italiano († 1996)
- 1910 - Bernard Orchard, biblista inglese († 2006)
- 1911 - Carlo Brizzolara, scrittore e giornalista italiano († 1986)
- 1912 - Virgil Fox, organista statunitense († 1980)
- 1912 - May Sarton, poetessa e scrittrice belga († 1995)
- 1912 - Alberto Rizzotti, editore, agronomo e giornalista italiano († 2014)
- 1912 - Joop van Woerkom, pallanuotista olandese († 1998)
- 1913 - Walter William Curtis, vescovo cattolico statunitense († 1997)
- 1913 - William Inge, drammaturgo, sceneggiatore e scrittore statunitense († 1973)
- 1913 - Heinz Kohut, medico